# Sesgo de consentimiento
El sesgo de consentimiento es una categoría de sesgo de respuesta en el que los encuestados tienen una tendencia a estar de acuerdo con las preguntas o a indicar una connotación positiva. Este sesgo  es a veces referido como "seguir la corriente" y es la tendencia de un encuestado para estar de acuerdo con una declaración cuando tiene dudas. Esto es particularmente común en el caso de encuestas o cuestionarios que emplean obviedades, como: "Es mejor dar que recibir", o "Nunca preste ni pida prestado".
Douglas N. Jackson llevó a cabo una demostración de sesgo de consentimiento al responder a la Escala F de California (una medida de autoritarismo), el cual contiene tales obviedades. Él creó una versión revertida de la escala donde todos los elementos tenían el significado opuesto (vea los dos ejemplos anteriores para un par de tales declaraciones contradictorias). Jackson administró ambos cuestionarios, el original y el que contenía la versión revertida al mismo grupo de personas . Uno esperaría que la correlación entre esta dos escalas fuera negativa, pero  en realidad hubo una alta correlación positiva. Jackson interpretó esto como evidencia de sesgo de consentimiento en las respuestas. Los encuestados meramente eran consentían com las declaraciones, independientemente del contenido.
Jackson y Messick, utilizando análisis de factores, también demostraron que las 2 razones que principalmente explican la mayoría de las variaciones en las respuestas del Inventario Multifasico de Personalidad de Minnesota (MMPI) era para conveniencia social y el consentimiento al responder (esto también resultaría cierto para el MMPI-2).
Una manera de lidiar con consentimiento al responder en las encuestas y los cuestionarios es emplear un balance de elementos positiva y negativamente balanceados en el contenido. Por ejemplo, al tratar de evaluar la depresión sería una buena idea también incluir elementos midiendo la felicidad y satisfacción.